# Ben Djerrah
Ben Djerrah est une commune de la wilaya de Guelma en Algérie.